# Cristina Rota
Cristina Rota, née à La Plata le 30 janvier 1945, est une actrice, productrice et professeur d'art dramatique argentino-espagnole.

## Biographie
Cristina Rota est la mère de Nur Al Levi, de Juan Diego Botto et María Botto, dont le père est l'acteur Diego Botto.
Plusieurs acteurs espagnols ont suivi des cours dans son école : Malena et Ernesto Alterio, Guillermo Toledo, Alberto San Juan, Nathalie Poza, Andrés Lima, Luis Bermejo, Penélope Cruz, Fernando Tejero, Roberto Álamo, Javier Pereira, Kira Miró, etc.

## Distinctions
En 2009, elle reçoit la Médaille d'or du mérite des beaux-arts par le Ministère de l'Éducation, de la Culture et des Sports d'Espagne.

## Filmographie

### Comme actrice
- Colores, 2003
- Party Line, 1994
- En penumbra, 1987
- Virtudes Bastián, 1986
- La reina del mate, 1985

### Comme productrice
- Los abajo firmantes, 2003